# Buda István (sportvezető)
Buda István (Szeged, 1926. augusztus 3. – Budapest, 2013. szeptember 25.) sportvezető, politikus (államtitkár), a MOB elnöke.

## Élete

### Államigazgatásban
1964–1978 között a Munkaügyi Minisztérium miniszterhelyettese. 1978-ban munkaügyi államtitkár.

### Sportvezetőként
1973. április 1-jén az állami sportirányítás terén visszatértek a direkt irányítás módszerhez, megalakult az Országos Testnevelési és Sporthivatal (OTSH). Az elnök dr. Beckl Sándor lett, őt Buda István követte. Az OTSH alá helyezték az ország 10 legnagyobb egyesületét.
1978–1986 között az Országos Testnevelési és Sport Hivatal (OTSH) és a Magyar Olimpiai Bizottság (MOB) elnöke. Az OTSH szerepét 1986-ban az Állami Ifjúsági és Sporthivatal vette át.
1984. július 25-én Amerikában, Los Angeles városában nyitották meg a XXIII., az 1984. évi nyári olimpiai játékokat. Ez a világjáték volt a második olyan újkori olimpia, amelyen Magyarország nem vett részt.
Az MSZMP PB 1984. május 14-ei ülésén döntés született arról, ahogy a korabeli, szigorúan bizalmas jegyzőkönyvből kiderült, hogy a Politikai Bizottság ajánlja a Magyar Olimpiai Bizottságnak, foglaljon úgy állást és nyilatkozataiban tegye közzé, hogy a kialakult körülményeket figyelembe véve a magyar sportolók nem vesznek részt a XXIII. nyári olimpiai játékokon.
1984. május 16-án Buda István a rádióban beolvasta a magyar álláspontot: A szocialista országok olimpiai bizottságai síkra szálltak azért, hogy az olimpián maradéktalanul érvényesüljön a népek közötti béke és barátság eszméje, és szűnjön meg a szocialista államok elleni uszító propaganda-hadjárat... Sajnálattal kellett megállapítani, hogy a szocialista országok jó szándékú felhívásai nem találtak kellő megértésre. Az Egyesült Államokban tevékenykedő bizonyos szélsőséges politikai körök a versenyek előkészületeit továbbra is a Szovjetunió és a szocialista országok elleni propaganda céljaira használják fel. A Magyar Olimpiai Bizottság osztja a Szovjetunió és más szocialista országok olimpiai bizottságainak aggodalmait, és szolidaritást vállal a döntésükkel. Megállapítja, hogy változatlanul nem szavatolják megfelelően valamennyi ország sportolóinak biztonságát és a versenyek zavartalan megtartását...

## Sikerei, díjai
Az Olimpiai Érdemrend egyik magyar kitüntetettje.